# Милан Ивановић
Милан Ивановић (Добруша, 1923 — Београд, 2011) је био историчар уметности, професор и књижевник.

## Биографија
Рођен је 15. октобра 1923. у Добруши где је завршио основну школу, а до 1941. је завршио шест разреда гимназије у Пећи када су све српске школе на Косову и Метохији укинуте. Школовање је наставио у Битољу и Београду у Шестој мушкој гимназији. Дипломирао је на Филозофском факултету Универзитета у Београду 1954. године на Одељењу за историју уметности. Радио је као професор 1954—1956. у Средњој уметничкој школи у Пећи. Године 1956. је постављен за директора Покрајинског завода за заштиту споменика културе у Приштини и на тој дужности је провео дванаест година. Радио је као директор Галерије фресака у Београду 1968—1976. и као музејски саветник Народног музеја у Београду до одласка у пензију. Радећи на проучавању, заштити и популаризацији споменика културе Косова и Метохије пуних четрдесет година је публиковао преко седамдесет научних радова. Неки од његових књига су Метохија и Метохија – споменици и разарања. За дугогодишњи рад на заштити споменика културе на Косову и Метохији указом Председништва СФРЈ је одликован Орденом Републике са сребрним венцем. Преминуо је у Београду 30. новембра 2011.